# Rico Alaniz
 (août 2018).
Si vous disposez d'ouvrages ou d'articles de référence ou si vous connaissez des sites web de qualité traitant du thème abordé ici, merci de compléter l'article en donnant les références utiles à sa vérifiabilité et en les liant à la section « Notes et références ».
Americo Zorilla Alaniz dit «Rico», (25 octobre 1919 - 9 mars 2015) est un acteur américain d'origine mexicaine. Après une carrière cinématographique, il interprètera des rôles dans des films et des séries dédiés à la télévision comme Rintintin.

## Biographie
Né à Ciudad Juárez au Mexique, Americo Zorilla Alaniz émigre aux États-Unis et contribue au cinéma au travers de trente-six films américains, dans des seconds rôles de caractère, pour la plupart, dans des westerns comme notamment La Capture de John Sturges, avec Lew Ayres et Teresa Wright.
Par la suite, mentionnons Révolte au Mexique de Budd Boetticher en 1953, avec Van Heflin et Julie Adams, L'Émeraude tragique d'Andrew Marton en 1954, avec Stewart Granger et Grace Kelly et enfin Les Sept Mercenaires de John Sturges en 1960, avec Yul Brynner et Steve McQueen).
Après un avant-dernier film sorti en 1967, il se retire quasiment du grand écran, y revenant néanmoins pour une ultime prestation dans Sang chaud pour meurtre de sang-froid de Phil Joanou en 1992, avec Richard Gere et Kim Basinger).
Pour la télévision américaine, hormis un téléfilm diffusé en 1967, le remake de Winchester '73 d'Anthony Mann sorti en 1950, Rico Alaniz collabore à cinquante-quatre séries entre 1951 et 1972 dans le genre western, puis une dernière en 1986.
Citons Les Aventures de Kit Carson (quatre épisodes, 1951-1953), Rawhide (deux épisodes, 1964-1965), Les Mystères de l'Ouest (deux épisodes, 1967-1969), ainsi que Le Grand Chaparral (cinq épisodes, 1967-1970).
Americo Zorilla Alaniz décède en 2015, à Los Angeles en Californie.

## Filmographie partielle

### Cinéma
- 1950 : La Capture (The Capture) de John Sturges : un policier
- 1950 : La Bonne Combine (Mister 880) d'Edmund Goulding : Carlos, l'interprète espagnol
- 1951 : Une fille en or (Golden Girl) de Lloyd Bacon : un bandit
- 1952 : Viva Zapata ! d'Elia Kazan : un garde
- 1952 : Le Paradis des mauvais garçons (Macao) de Josef von Sternberg : un chauffeur de bus
- 1952 : Californie en flammes (California Conquest) de Lew Landers : Pedro
- 1953 : Révolte au Mexique (Wings of the Hawk) de Budd Boetticher : le capitaine Gomez
- 1953 : Les Révoltés de la Claire-Louise (Appointment in Honduras) de Jacques Tourneur : Bermudez
- 1954 : L'Attaque de la rivière rouge (The Siege at Red River) de Rudolph Maté : Chief Yellow Hawk
- 1954 : Le Fantôme de la rue Morgue (Phantom of the Rue Morgue) de Roy Del Ruth : un gendarme
- 1954 : L'Aigle solitaire (Drum Beat) de Delmer Daves : le sorcier
- 1954 : L'Émeraude tragique (Green Fire) d'Andrew Marton : Antonio
- 1955 : Quand le clairon sonnera (The Last Command) de Frank Lloyd : Tomas
- 1956 : Santiago de Gordon Douglas : Dominguez
- 1958 : Le Retour de l'homme colosse (War of the Colossus Beast) de Bert I. Gordon : le sergent Luis Murillo
- 1960 : Les Sept Mercenaires (The Magnificent Seven) de John Sturges : Sotero
- 1961 : Été et Fumées (Summer and Smoke) de Peter Glenville : le lanceur de couteaux
- 1967 : Hôtel Saint-Gregory (Hotel) de Richard Quine : le président
- 1992 : Sang chaud pour meurtre de sang-froid (Final Analysis) de Phil Joanou : le vieil espagnol

### Télévision
(séries, sauf mention contraire)

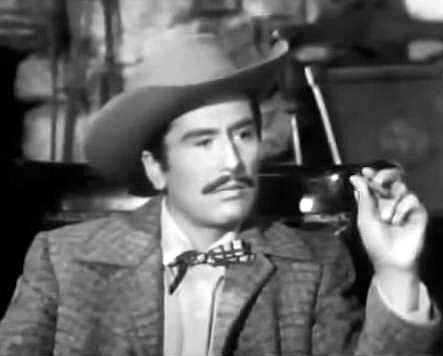
Dans la série Les Aventures de Kit Carson, épisode Enemies of the West (1951)

- 1951-1953 : Les Aventures de Kit Carson (The Adventures of Kit Carson)
  - Saison 1, épisode 1 California Outlaws (1951 - Joaquin Murietta), épisode 7 Enemies of the West (1951 - James Monari) de Lew Landers et épisode 13 The Outlaws of Manzantia (1951 - Roberto Avila) de Lew Landers
  - Saison 2, épisode 23 Ventura Feud (1953) de Lew Landers : Luciano Mesconti
- 1954 : Les Aventuriers du Far West (Death Valley Days)
  - Saison 3, épisode 1 The Saint's Portrait de Stuart E. McGowan : Miguel
- 1955 : The Lone Ranger
  - Saison 4, épisode 19 Enfield Rifle d'Oscar Rudolph : Gray Wolf
- 1956 : Rintintin (The Adventures of Rin Tin Tin)
  - Saison 2, épisode 23 Rin Tin Tin Meets O'Hara's Mother : Big Elk
  - Saison 3, épisode 14 The Invaders : Don Valdez
- 1957 : Zorro
  - Saison 1, épisode 4 Le Fantôme du moine masqué (The Ghost of the Mission) de Norman Foster : le soldat Ortega
- 1958 : Sugarfoot
  - Saison 1, épisode 11 Deadlock de Franklin Adreon : Small Cloud
- 1958 : Maverick
  - Saison 1, épisode 24 Plunder of Paradise de Douglas Heyes : Fernando
- 1958 : Elfego Baca (The Nine Lives of Elfego Baca)
  - Saison 1, épisode 1 The Nine Lives of Elfego Baca de Norman Foster et épisode 2 Four Down and Five Lives to Go de Norman Foster : El Sinverguenza
- 1960 : Laramie
  - Saison 1, épisode 18 Day of Vengeance de Francis D. Lyon : Manuel Ortega
- 1961 : Route 66 (titre original)
  - Saison 1, épisode 12 Sheba de William F. Claxton : Pedro Regal
- 1962 : 77 Sunset Strip
  - Saison 4, épisode 35 Flight from Escondido de Robert Douglas : le colonel Luna
- 1962-1970 : Bonanza
  - Saison 4, épisode 10 The Deadly Ones (1962) de William Witney : Miguel
  - Saison 5, épisode 29 The Companeros (1964) de William F. Claxton : Juan Pacheco
  - Saison 6, épisode 13 A Knight to Remember (1964) de Vincent McEveety : un bandit
  - Saison 11, épisode 24 Decision at Los Robles (1970) de Michael Landon : Ricardo
- 1963 : Le Virginien (The Virginian)
  - Saison 1, épisode 28 The Mountain of the Sun de Bernard McEveety : le chef de bande
- 1963-1968 : Gunsmoke ou Police des plaines (Gunsmoke ou Marshal Dillon)
  - Saison 9, épisode 11 Extradition, Part II (1963) de John English : El Pinon
  - Saison 13, épisode 22 The Jackals (1968) d'Alvin Ganzer : le père
  - Saison 14, épisode 3 Zavala (1968) de Vincent McEveety : le forgeron
- 1964-1965 : Rawhide
  - Saison 7, épisode 6 Noir sur noir (Incident of Canliss, 1964 - Garcia Flores) de Jack Arnold et épisode 28 Le Camp espagnol (Incident of the Spanish Camp, 1965 - Pedro) d'Harmon Jones
- 1966 : Les Espions
  - Saison 1, épisode 22 La Conquête de Maude Murdock (The Conquest of Maude Murdock) de Paul Wendkos : le général mexicain
- 1966 : La Grande Vallée (The Big Valley)
  - Saison 2, épisode 2 Le Légendaire Général Ruiz, 1re partie (Legend of a General, Part I) de Virgil W. Vogel : Jacobo
- 1967 : Winchester '73, téléfilm d'Herschel Daugherty : un mexicain
- 1967-1968 : Les Mystères de l'Ouest (The Wild Wild West)
  - Saison 3, épisode 5 La Nuit du pur-sang (The Night of Jack O'Diamonds) : Chico
  - Saison 4, épisode 16 La Nuit de la terreur ailée, 2e partie (The Night of the Winged Terror, Part II) : l'agent mexicain
- 1967-1970 : Le Grand Chaparral (The High Chaparral)
  - Saison 1, épisode 2 The Arrangement (1967 - Ricardo) de William F. Claxton, épisode 9 The Doctor from Dodge (1967 - Ricardo) de Richard Benedict et épisode 16 The Firing Wall (1967 - El Gato) de William Witney
  - Saison 2, épisode 25 The Lion Sleeps (1969) de William F. Claxton : Armando
  - Saison 4, épisode 10 Fiesta (1970) de John Florea : Jorge Martinez
- 1969 : Cher oncle Bill (Family Affair)
  - Saison 3, épisode 20 Lost in Spain, Part II de Charles Barton : le chauffeur de bus
- 1969 : Daniel Boone
  - Saison 5, épisode 22 The Allies de George Marshall : Crooked Hand
- 1972 : Mannix
  - Saison 6, épisode 4 L'Enlèvement (Broken Mirror) de David Lowell Rich : le docteur